# هندوئیسم تودی
هندوئیسم تودی مجله‌ای است درباره فرهنگ، سنن و آداب و رسوم هندو که هر سه ماه یک بار توسط آکادمی هیمالیا، یک موسسه آموزشی ناسودبر، در کاپائای هاوایی در کشور ایالات متحده آمریکا به چاپ می‌رسد. این مجله علاوه بر آمریکا در ۶۰ کشور دیگر نیز منتشر می‌شود و سردبیر آن نیز سیوایا سوبرامونیاسوامی است که در سال ۱۹۷۹ اولین نسخه از آن را انتشار داد.